# Miloš Kos
Miloš Kos (Prijedor, 1 de agosto de 2002) es un jugador de balonmano serbio, nacido en Bosnia y Herzegovina, que juega de lateral izquierdo en el HC Erlangen. Es internacional con la selección de balonmano de Serbia.
Su primer gran campeonato con la selección fue el Campeonato Europeo de Balonmano Masculino de 2024.
Logró la medalla de bronce con la selección junior en el Campeonato Europeo de Balonmano Masculino Sub-20 de 2022.
En noviembre de 2024 fue suspendido por su club, el RK Zagreb, después de propinarle un puñetazo a su compañero Matej Mandić tras un partido de la Liga de Campeones de la EHF 2024-25 frente al HBC Nantes. En la pelea se vio envuelto también Zvonimir Srna, quien golpeó a Kos para defender al guardameta del equipo croata. Este altercado terminó propiciando su salida al HC Erlangen en el mercado de invierno.

## Palmarés

### HRK Izviđač
- Liga de Bosnia y Herzegovina de balonmano (1): 2021
- Copa de Bosnia y Herzegovina de balonmano (1): 2022

### RK Zagreb
- Liga de Croacia de balonmano (2): 2023, 2024
- Copa de Croacia de balonmano (2): 2023, 2024

## Clubes
| Club        | País                 | Año       |
| ----------- | -------------------- | --------- |
| HRK Izviđač | Bosnia y Herzegovina | 2019-2022 |
| RK Zagreb   | Croacia              | 2022-2025 |
| HC Erlangen | Alemania             | 2025-Act. |